# Djuptjärnen (Norra Ny socken, Värmland, 668786-136104)
Djuptjärnen är en sjö i Torsby kommun i Värmland och ingår i Göta älvs huvudavrinningsområde.